# عبد الله الأحمر (سياسي سوري)
عبد الله الأحمر (1936-)، سياسي سوري من مدينة التل التابعة لمحافظة ريف دمشق. يشغل منصب الأمين العام المساعد لحزب البعث العربي الاشتراكي. إنضم إلى حزب البعث منذ الخمسينات. عين محافظا لحماة من 1967 حتى 1969. انتخب عضواً في القيادة القطرية في المؤتمر القطري الخامس في مايو 1971. انتخب أمينا عاما مساعدا للحزب في سبتمبر 1971. متزوج وله ثمانية أبناء. حاصل على إجازة في الحقوق من جامعة دمشق سنة 1964. أحيل من منصبه ك رئيس للقيادة القومية و نائب الأمين القطري المساعد في حزب البعث العربي الأشتراكي بتاريخ 14-5-2017 حيث تم عقد المؤتمر الرابع عشر وإعلن فيه عن حل القيادة القومية وتشكيل مجلس قومي استشاري

## وصلات خارجية
صفحة عن عبد الله الأحمر في موقع حزب البعث السوري